# Карси (Мазовецьке воєводство)
Карси (пол. Karsy) — село в Польщі, у гміні Дробін Плоцького повіту Мазовецького воєводства.
Населення — 201 особа (2011).
У 1975-1998 роках село належало до Плоцького воєводства.

## Демографія
Демографічна структура станом на 31 березня 2011 року:
|          | Загалом | Допрацездатний вік | Працездатний вік | Постпрацездатний вік |
| -------- | ------- | ------------------ | ---------------- | -------------------- |
| Чоловіки | 101     | 29                 | 62               | 10                   |
| Жінки    | 100     | 23                 | 57               | 20                   |
| Разом    | 201     | 52                 | 119              | 30                   |